# Lisette Mahler
Lisette Mahler (* 19. Dezember 1926 in Duisburg) ist eine ehemalige deutsche Dokumentarfilmerin.

## Leben und Wirken
Lisette Mahler ließ sich zur Fotografin ausbilden, bevor sie eine berufliche Laufbahn beim Film einschlug. Ab 1952 war sie im neugegründeten DEFA-Studio für populärwissenschaftliche Filme als Regisseurin und Autorin tätig. Dort drehte sie bis 1957 dreizehn Dokumentar- und sieben Werbefilme.
Mahlers Film Anziehendes (1955), eine ironische Betrachtung der Modeentwicklung in der DDR, wird bis heute wiederkehrend gezeigt. Der Kurzfilm war unter anderem Teil der Retrospektive Berlin in fashion – Modestadt Berlin (2016) des Achtung Berlin-Filmfestivals und der Werkschau Sie. Regisseurinnen der DEFA und ihre Filme (2019) im Berliner Zeughauskino. Vielfach zeigen Mahlers Filme einen sich verbessernden Lebensstandard in der DDR der 1950er-Jahre. Die Medienwissenschaftlerin Margret Albers wertet das künstlerische Gesamtschaffen der Filmemacherin bei der DEFA mit den Worten: „Insgesamt gewährt Lisette Mahler besonnene, rhythmische und so schön wie ungewöhnlich fotografierte Einblicke in eine nunmehr vergangene Welt.“
1956/57 wechselte Mahler von der DEFA zum noch jungen Deutschen Fernsehfunk. Dort verantwortete sie bis 1960 einzelne Ausgaben der Sendereihen Der denkende Mensch – Der schaffende Mensch, Rund um die Welt und Rendevouz am Wochenende als Regisseurin. Über Lisette Mahlers weiteren Lebensweg nach 1960 gibt es keine Erkenntnisse.

## Filmografie (Auswahl)
- 1953 Außenhaut
- 1953 Die sowjetische Dreitaktmelkanlage
- 1952/1954 Auf der Suche nach Steinkohle
- 1955 Leipziger Messe 1954
- 1955 Bohrmaschinen
- 1955 Drehmaschinen – Ausführung und Anwendung
- 1955 Unser Außenhandel
- 1955 Anziehendes
- 1956 Erfolgreiche Ferkelzucht
- 1956 Geld müßte man haben
- 1957 WMW-Verzahnmaschinen
- 1957 WMW-Fräsmaschinen